# Terra nullius
Terra nullius é uma expressão latina decorrente do direito romano que significa "terra que pertence a ninguém", terra de ninguém, ou seja, terra vasta, aplicando o princípio geral do res nullius aos bens materiais, em termos de propriedade privada ou como território ao abrigo do direito público.

## Bir Tawil
O Bir Tawil é um pedaço de terra entre as fronteiras do Egito e Sudão que não é reinvidicada por nenhum dos dois países, configurando-se então como terra nullius. Jeremiah Heaton "reivindicou" a área como pertencente ao seu reino, o Reino do Sudão do Norte, segundo ele para que sua filha pudesse ser uma "princesa de verdade".

## Disputa de fronteira servo-croata

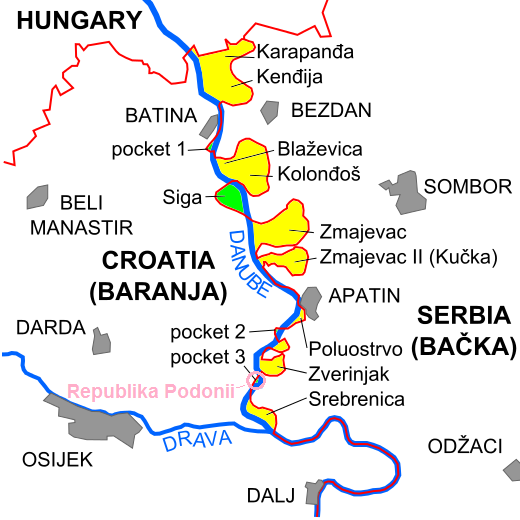
A disputa fronteiriça Croácia-Sérvia na região de Bačka e Baranja. A reivindicação croata corresponde à linha vermelha, enquanto a reivindicação sérvia corresponde ao curso do Danúbio. A região em verde não é reivindicada por nenhum dos dois países.

A Sérvia e a Croácia disputam várias pequenas áreas na margem leste do Danúbio. No entanto, alguns bolsos na margem oeste, dos quais Gornja Siga é o maior, não são reivindicados por nenhum dos países, pois a Croácia reconhece que pertence à Sérvia, mas a Sérvia não os reivindica.
Em 13 de abril de 2015, Vít Jedlička, do Partido Tcheco de Cidadãos Livres, proclamou a micronação libertária de direita de Liberland em Gornja Siga. Logo após Liberland, outro projeto de micronação, o Reino de Enclava, foi declarado, eventualmente reivindicando parte do segundo maior bolso como seu território. Alguns anos depois, outra micronação foi proclamada República Livre de Verdis, em forma de protesto por um ativista de 14 anos, Daniel Jackson. O Ministério Croata dos Negócios Estrangeiros e da Europa rejeitou essas alegações, afirmando que as diferentes reivindicações fronteiriças entre a Sérvia e a Croácia não envolvem terra nullius e não estão sujeitas à ocupação por terceiros. No entanto, o Ministério de Relações Exteriores da Sérvia declarou em 24 de abril de 2015 que, embora a Sérvia considere "Liberland" um assunto frívolo, ela não afeta a fronteira com a Sérvia, delineada pelo rio Danúbio.

## Antártica
Embora vários países tenham reivindicado partes da Antártica na primeira metade do século XX, o restante, incluindo a maior parte da Terra de Marie Byrd (a porção a leste de 150° W a 90° W) não foi reivindicado por nenhuma nação soberana. Os signatários do Tratado da Antártica de 1959 concordaram em não fazer tais reivindicações, exceto a União Soviética e os Estados Unidos, que se reservaram o direito de fazer uma reivindicação.